# Axiomtek
Die Axiomtek Co Ltd ist ein taiwanischer Hersteller von Embedded Computing Plattformen (Eingebettetes System), Panel Computern, industriellen Automatisierungs-Lösungen, Industrie PCs, Medical Panel Computern sowie Network Appliances. Axiomtek wurde 1990 gegründet und hat mehr als 20 Niederlassungen in 7 Ländern und über 760 Mitarbeitern weltweit. In Deutschland ist Axiomtek seit Januar 1999 durch das Büro der Tochtergesellschaft Axiomtek Deutschland GmbH in Langenfeld vertreten.
Axiomtek wird an der Börse Taiwan im Segment Taiwan OTC Exchange (TWO) gehandelt.